# Peter Sedufia
Peter Kofi Sedufia es un cineasta y productor ghanés.

## Biografía
Sedufia estudió en el Instituto Nacional de Cine y Televisión de Ghana y se especializó en dirección cinematográfica. Tras dirigir numerosos cortometrajes, estrenó su primer largometraje, Keteke.

## Filmografía

### Largometrajes
- 2017: Keteke
- 2018: Sidechic Gang
- 2020: Aloe Vera

### Cortometrajes
- 2014: The Traveller
- 2016: Master and 3 Maids